# August von Würthenau
August von Würthenau (* 16. April 1827 in Donaueschingen; † 12. April 1892 in Karlsruhe) war ein deutscher Eisenbahnbauingenieur.

## Leben
August von Würthenau studierte am Polytechnikum Karlsruhe Ingenieurwesen. 1846 wurde er Mitglied des Corps Franconia Karlsruhe. Nach Abschluss des Studiums bestand er 1850 die Aufnahmeprüfung in den badischen Staatsdienst und wurde zunächst als unselbstständiger „Ingenieurpraktikant“ eingestellt. 1868 wurde er zum Ingenieur für Eisenbahnbau befördert und mit der provisorischen Verwaltung der Eisenbahnbauinspektion Donaueschingen beauftragt. 1870–1873 war er bei der Eisenbahnbauinspektion Messkirch eingesetzt.
1873–1877 ging er als Oberingenieur zur Schweizerischen Centralbahn-Gesellschaft in Basel, wo er zunächst einen Rangier- und Güterbahnhof projektierte. Unter seiner Bauleitung entstanden unter anderem die Bahnstrecken Olten - Neu-Solothurn - Busswil und Neu-Solothurn - Biberist (1876), in Zusammenarbeit mit der Nordostbahn die Bötzbergbahn von Pratteln nach Brugg (1875) und die Aargauische Südbahn von Rupperswil nach Immensee (zwischen 1874 und 1882), in Zusammenarbeit mit der Nordostbahn und der Einwohnergemeinde Bremgarten die Bahnstrecke Wohlen - Bremgarten (1876) und in Verbindung mit der Großherzoglichen Badischen Staatsbahnen die Bahnstrecke über den Rhein in Basel (1873). 1876 wurde er vom Schweizerischen Bundesrat in eine Expertenkommission zur Prüfung der von der Gotthardbahngesellschaft eingereichten Pläne und Ziele berufen.
1877 wechselte er wieder zu den Großherzoglich Badischen Staatseisenbahnen unter Max Becker (Ingenieur), wo er in der Generaldirektion Karlsruhe 1878 zum Baurat, 1884 zum Oberbaurat und 1886 zum Baudirektor und Vorstand der technischen Abteilung ernannt wurde. In dieser Funktion war er direkter Nachfolger von Robert Gerwig. Unter seiner Leitung entstand unter anderem von 1887 bis 1890 die Wutachtalbahn, die wegen des verschlungenen Streckenverlaufs zwischen Blumberg und Stühlingen und des Stockhaldekehrtunnels auf dieser Strecke auch Sauschwänzlebahn genannt wird. Dieser Tunnel ist der einzige Spiralkehrtunnel Deutschlands und der einzige nicht in einer Hochgebirgsbahn gelegene.

## Auszeichnungen
- Ehrenmitglied des Corps Franconia Karlsruhe, 1849[2][3]
- Kommandeurkreuz II. Klasse des Ordens vom Zähringer Löwen[9]
- Königlicher Kronenorden II. Klasse, 1890[10]

## Schriften
- Rangirbahnhof in Basel - Bericht des Oberingenieurs zum Projekt, welches dem Verwaltungsrath vorgelegt werden soll (Basel, 25. Mai 1874)
- Schweizerische Centralbahn - Neubau, Normalzeichnungen und Instructionen 1875
- Eiserne Brücken Kunstbauten
- Denkschrift über die Erbauung der Bahnen im Badischen Oberland Leopoldshöhe-Lörrach, Schopfheim-Säckingen, Weizen-Immendingen zur Umgehung des Schweizergebiets, Karlsruhe 1890 Digitalisat der BLB Karlsruhe